# مارک فلچر (بازیکن فوتبال)
مارک فلچر (انگلیسی: Mark Fletcher؛ زادهٔ ۱ آوریل ۱۹۶۵) بازیکن فوتبال اهل بریتانیا است.
از باشگاه‌هایی که در آن بازی کرده‌است می‌توان به باشگاه فوتبال بارنزلی، باشگاه فوتبال ماتلوک تاون، و باشگاه فوتبال برادفورد سیتی اشاره کرد.